# Václav Dolejší
Václav Dolejší (* únor 1975 České Budějovice) je český novinář, politický reportér a glosátor. Od roku 2016 působí v redakci českého zpravodajského serveru Seznam Zprávy, kde je spolu s Lucií Stuchlíkovou jednou ze dvou tváří podcastu Vlevo dole.

## Životopis
Narodil se v roce 1975 v Českých Budějovicích. V letech 2006 (titul Bc.) a 2010 (titul Ing.) absolvoval Ekonomicko-správní fakultu Masarykovy univerzity v Brně. Bakalářskou práci psal na téma Ekonomické, sociální a environmentální dopady výstavby a provozu Jaderné elektrárny Temelín na Jihočeský kraj, diplomovou práci na téma Analýza vývoje výdajové stránky rozpočtu Jihočeského kraje.
Svou kariéru začal v redakci Mladé fronty DNES v roce 1999, kdy se stal ekonomickým redaktorem v regionální příloze MF DNES Jižní Čechy. Následně po čtyřech letech přešel do celostátní redakce Mladé fronty. Tam působil jako politický reportér a od května 2012 vedl reportérské oddělení MF DNES. V listopadu 2014 přestoupil do Hospodářských novin.
Od roku 2016 pracuje v redakci zpravodajského serveru Seznam Zprávy. V Seznam Zprávách působí jako spoluautor satirického projektu Šťastné pondělí. Kromě něj společně s kolegyní Lucií Stuchlíkovou dělají autorský podcast o politice Vlevo dole. S tím se v roce 2021 umístili na třetím místě v soutěži Křišťálová lupa v kategorii Podcast roku. Píše glosy a komentáře a občasně také dělá rozhovory s politiky. Jeho vlastním projektem je zábavný politický videopořad Neboli. V tom sleduje vždy celý den vybraného významného politika.
Občasně je zván jako politický komentátor do televizních či rozhlasových pořadů ve veřejnoprávních i soukromých médiích.
Odhalil mimo jiné vysoké výdaje za fotografie na soukromý instagramový účet ministryně Aleny Schillerové, které byly placeny ze státního rozpočtu.

## Zajímavosti
Je vášnivým fanouškem jaderné energie a elektroaut.

## Publikace
Spolu s dalšími novináři se podílel na vzniku knihy pro děti Když se v ZOO zhasne, v níž je autorem jedné kapitoly.